# نادي بان
نادي بان (بالإنجليزية: Penn FC)‏ هو فريق كرة قدم من الولايات المتحدة تأسس في سنة 2003 بمدينة هاريسبورغ، بنسلفانيا ويلعب هذا الفريق في بطولة الدوري الأمريكي الدرجة الأولى.